# Ramón Margalef
Ramón Margalef López (Barcelona, 16 de mayo de 1919-Barcelona, 23 de mayo de 2004) fue un limnólogo, oceanógrafo y ecólogo español. Fue el primer catedrático de Ecología en España y, junto con Bernáldez, el refundador de esta disciplina en el país. Entre sus trabajos, destacan la aplicación de la teoría de la información a los estudios ecológicos, y la creación de modelos matemáticos para el estudio de las poblaciones.

## Ocupación
En 1935 inició sus primeras investigaciones de hidrobiología aprovechando que su vivienda en Barcelona tenía en el jardín una balsa rica en vida acuática. Su afición le trajo a colaborar con el Instituto Botánico de Barcelona y el Museo de Zoología de Barcelona, así como la Institución Catalana de Historia Natural y diversas entidades excursionistas. Después de la Guerra Civil, y finalizado un larguísimo y desafortunado servicio militar, reprendió sus estudios de limnología y ya era conocido en el extranjero por sus trabajos de investigación sobre algas de agua dulce y procesos de eutrofización. En 1945 obtiene una beca del Consejo Superior de Investigaciones Científicas para seguir los estudios de licenciatura en Barcelona, puesto que entonces aún no tenía estudios universitarios (entre 1935 y 1937 había estudiado en la Escuela de Altos Estudios Mercantiles y obtenido el título de profesor mercantil). En 1949 finaliza la licenciatura de Ciencias Naturales  y en diciembre de 1951 presenta su tesis doctoral con el título: Temperatura y morfología de los seres vivos.
Fue becario del Instituto de Biología Aplicada (1945-1951), y posteriormente investigador en el Instituto de Investigaciones Pesqueras del CSIC (1952-1975), el cual dirigió durante 1965-1967. En 1967 fundó el Departamento de Ecología de la Universidad de Barcelona, donde trabajó incansablemente hasta el 1993 y desde el cual formó un buen número de ecólogos, limnólogos y oceanógrafos.

## Importantes contribuciones a la ciencia

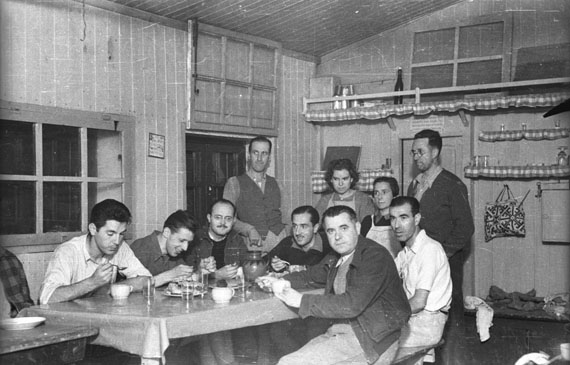
Orígenes de la Sociedad de Ciencias Aranzadi. En el refugio de Igaratza (Aralar). Pedro y Jesús Elósegui, Pilar Sansinenea, Reyes Corcostegui, José María Thomas, Francisco Español, Ramón Margalef, Joaquin Mateu, Estefania Elizalde y Manuel Laborde.

### Teoría de la información aplicada a la ecología
Entre sus mayores contribuciones a la ciencia está la aplicación de la teoría de la información a la ecología y la posterior creación de modelos matemáticos para la población de estudio. La teoría de la información es la base de una rama de las matemáticas aplicadas que cuantifica la información contenida en un sistema.
Margalef demostró que se puede aplicar la teoría de la información a una comunidad de plantas o animales. Pueden evaluarse los diferentes tipos de muestreo mediante el cálculo de la cantidad de información que ofrecen. Así, la información (calculada en bits por individuo) será cada vez mayor en:
1. Número de especies en la comunidad
2. Número de cada especie
3. Ubicación de cada especie
4. Identificación individual y ubicación de todos los individuos

Así, según Margalef, el establecimiento de los límites de un estudio y el muestreo no se traduce en una pérdida de información, pero puede limitar el rendimiento. Además, concluyó que la cantidad de información de una comunidad es aproximadamente igual a su diversidad.

### La estructura de los ecosistemas
En Algunos principios unificadores en ecología, publicado en 1963, Margalef reúne varias teorías que circulan de forma más o menos independiente en el campo de la ecología. Comienza por definir la estructura de un ecosistema como todos los componentes del ecosistema (materia) y las interacciones entre estos componentes del ecosistema (la energía).
Posteriormente introdujo el concepto de madurez de un ecosistema. Con el tiempo, la madurez de un ecosistema crece en un ambiente sin interrupciones. Un ecosistema maduro tiene una estructura compleja (con gran diversidad y, por tanto, con mucha información) y una alta eficiencia desde un punto de vista energético (pérdidas de energía de baja). Un ecosistema maduro requiera bajos niveles de energía para mantenerse.
Por lo tanto, de acuerdo con Ramón Margalef, la sucesión ecológica es una maduración del ecosistema (aumento de la complejidad de la estructura y disminución del flujo de energía). La sucesión es en realidad una transferencia de un excedente de energía disponible en el presente a una biomasa en el futuro. Finalmente, es importante señalar que, desde la perspectiva de Margalef, la sucesión está marcada por la incertidumbre y está sujeta a las perturbaciones.

### Desarrollo de la limnología moderna
Ramón Margalef contribuyó de forma importante al desarrollo de la limnología moderna en España y en el mundo. Tras iniciar un inventario de los principales sistemas acuáticos de la península ibérica a comienzos de su carrera, se centró en el estudio de las comunidades de plancton desde un punto de vista ecológico.
En la Universidad de Barcelona se formó en torno a Margalef una importante escuela de limnología, que posteriormente llevó a crear otras escuelas en varias universidades de España.
En 1983, Ramón Margalef publicó un resumen de su trabajo en Limnología.

### Los humanos y la biosfera
Fue un científico cuyo trabajo estuvo siempre incluido en el contexto social y político de su tiempo. Prestó particular atención al papel del humano en la biosfera. Ya en Algunos principios unificadores en ecología concluye con la madurez y la secuencia de organización de los sistemas humanos, junto con la complejidad de su estructura y el flujo de energía.
En 1987, en su discurso de aceptación del doctorado honoris causa de la Universidad Laval (Quebec, Canadá), Margalef enfatiza en la disparidad en la distribución de energía entre los estados del norte y los estados del sur. Dijo:

Es justo preocuparse por la lluvia ácida o los distintos tipos de contaminación, pero no voy a ocultar mi opinión: el reto de nuestro futuro concierne a otros aspectos de la ecología, incluida la movilización y el control mediante el aumento de las fracciones de la energía humana que influye en la organización del espacio y, lo más preocupante, la organización de las relaciones entre los seres humanos.

## Premios y reconocimientos
Ramón Margalef recibió numerosos premios y homenajes a lo largo de su carrera:
- Medalla del Príncipe Alberto I del Instituto Oceanográfico de París (1972)
- Premio A. G. Huntsman del Institut océanographique de Bedford (1980)
- Premio Narciso Monturiol de la Generalidad de Cataluña por la ciencia y la tecnología (1983)
- Premio Santiago Ramón y Cajal del Ministerio de Educación y Ciencia de España (1984)
- Medalla Naumann-Thienemann de la Asociación internacional de limnología teórica y aplicada (Societas Internationalis Limnologiae, SIL) (1989)
- Premio Italgas de las ciencias del ambiente (Italia, 1989)
- Premio de la Fundación catalana de la recherche (1990)
- Premio Humboldt de la Fondation Alexander von Humboldt (Alemania, 1990)
- Caballero de la Orden de Alfonso X el Sabio (1990)
- Premio internacional de San Francisco de Asís por el ambiente (Italia, 1993)
- Premio del Instituto internacional de ecología (Alemania, 1997)
- La Cruz de San Jorge de la Generalidad de Cataluña (1997)
- Ingeniero forestal honorífico de la Universidad Politécnica de Madrid (1998)
- Premio de Raniero III de Mónaco (1998)
- Premio de la Sociedad americana de limnología y oceanografía (ASLO) remis pour les accomplissements remarquables (2000)
- Medalla de oro del Consejo Superior de Investigaciones Científicas (2002)
- Medalla de Oro de la Generalidad de Cataluña (2003)
- Premio nacional de las ciencias del ambiente de la Generalidad de Cataluña (2004, póstumo)

Ramón Margalef también recibió varios doctorados honoríficos:
- Universidad d'Aix-Marseille, Francia (1973);
- Universidad Laval, Canadá (1987);
- Universidad de Luján, Argentina (1994);
- Universidad de Alicante, España (1999);
- Institut Químic de Sarrià de la Universidad Ramon Llull, España (1983).

Fue profesor emérito de Ecología de la Facultad de Biología de la Universidad de Barcelona desde 1987 hasta 1992.
En 2004, la Generalidad de Cataluña creó el premio Ramón Margalef de Ecología. El premio, dotado con una bolsa de 80 000 €, se concede a personas cuyo trabajo en ecología ha destacado a nivel internacional.

### Eponimia
En su honor se nombró al buque oceanográfico Ramón Margalef, perteneciente al Instituto Español de Oceanografía y botado en 2011.
Especies botánicas
- (Orchidaceae) Lophiaris margalefii (Hágsater) Braem

## Obras destacadas
- Margalef, R. (1960). «Ideas for a synthetic approach to the ecology of running waters». Int. Rev. ges. Hydrobiol. (45): 133-153.
- Margalef, Ramón (1962). Comunidades naturales. Mayagüez: Instituto de Biología Marina de la Universidad de Puerto Rico. p. 469.
- Margalef R. 1963. On certain unifying principles in ecology. Am. Nat., 97: 357-374.
- Margalef, Ramón (1968). Perspectivas en teoría ecológica.
- Margalef, Ramón (1974). Ecología. Barcelona: Omega.
- Margalef, R.; Planas, M.D.; Armengol, J.; Vidal, A.; Prat, N.; Guisset, A.; Toja, J.; Estrada, M. (1976). Limnología de los embalses españoles. Madrid: Dirección General de Obras Hidráulicas.
- Margalef R. 1978. Life-forms of phytoplankton as survival alternatives in an unstable environment. Oceanol. Acta 1: 493-509.
- Margalef, Ramón (1980). La biosfera entre la termodinámica y el juego. Barcelona: Omega. p. 236.
- Margalef, Ramón (1982). Limnología. Barcelona: Omega.
- Margalef R. 1992. Planeta azul, planeta verde. Prensa Científica SA. Barcelona. 265 pp.
- Margalef R. 1994. Limnology now: a paradigm of planetary problems. Elsevier, Ámsterdam.
- Margalef R. 1997. Our biosphere. Ecology Institute, Oldendorf.